# Дорджи Янгкі
Дорджі Янкі (англ. Dorji Yangki) — одна з перших архітекторок Бутану. Колишня головна архітекторка та голова відділу охорони пам'яток Бутану.
Вивчала архітектуру в університеті Дікін у Мельбурні, Австралія, пізніше навчалася в Англії, Норвегії та Японії.
З 2008 по 2009 рр. стипендіатка Loeb у Гарвардській вищій школі дизайну. Також вона закінчила магістратуру в історичних будівлях у Британському університеті Йорка.
Янкі працювала понад 15 років головною архітекторкою та керівницею Департаменту охорони пам'яток спадщини в Міністерстві внутрішніх справ та культури в Бутані. Однією з її ключових ініціатив було включення традиційних (місцевих) архітектурних концепцій та майстерності в нову архітектуру будівництва Бутану. У Королівському університеті Бутану Дорджі Янкі допомагала і була однією з ключових радників у підготовці першого курсу архітектури в Бутані.
Дорджі Янкі є першою обраною жінкою-президентом Бутанського інституту архітекторів (BIA) та першою жінкою-головою SAARCH (Південноазіатська асоціація регіональної співпраці архітекторів).
З моменту закінчення університету в 1996 році вона є першою місцевою архітекторкою в Бутані, котра професійно займалася збереженням пам'ятників та спадщини. Вона відповідає за реставраційні роботи у відомому монастирі Такцанг-лакханг (гніздо тигриці), музеї народної спадщини, та Сімтоха-Дзонг, серед багатьох інших. Янкі також відповідає за дизайнерські роботи в галереї Національного музею, офісах Королівської академії виконавських мистецтв у Тхімпху, Національній бібліотеці Бутану. Національна бібліотека Бутану була спроєктована першою кліматично контрольованою будівлею в Бутані.
Вона доклалася й до оновлення меморіального чортену в Тхімпху, монастиря Деченфуг і фортеці Тронгса-дзонг. Янгкі допомагала куратору в розробці перших виставок про культуру Бутану, що проводились за межами Бутану в Національних музеях в Делі та Колката.
Як жителька країни, що дотримується принципу «GNH» або «Валового національного щастя», Янкі виступає за стійке біофільне проєктування, яке з'єднує людей з природою та допомагає ініціювати щастя серед людей.
Вона відповідає за сприяння Міністерству робіт і населених пунктів Бутану встановити перші Настанови по впровадженню «зелених будинків» в Бутані [Архівовано 24 вересня 2020 у Wayback Machine.] в 2013 р. Дорджі Янгкі також грає важливу роль в провідних розробках у настановах Бутанської архітектури [Архівовано 24 квітня 2021 у Wayback Machine.] 2014 р, щодо проектування нових будівель та міст у Бутані.
«В даний час я також працюю над книгою про народну архітектуру Бутану і намагаюся працювати над здобуттям ступеня кандидата наук у галузі сталого проєктування та планування.» — Дорджі Янкі на інтерв'ю KCD Productions [Архівовано 27 жовтня 2020 у Wayback Machine.].